# UFC 183
UFC 183: Silva vs. Diaz foi um evento de artes marciais mistas promovido pelo Ultimate Fighting Championship, ocorrido em 31 de janeiro de 2015 no MGM Grand Garden Arena em Las Vegas, Nevada.

## Background
O evento era esperado por contar com a volta do ex-Campeão Peso-Médio do UFC Anderson Silva, após uma séria lesão sofrida no final de 2013, enfrentando Nick Diaz, que também retornava após uma rápida aposentadoria. Por tudo isso, o combate entre eles foi a luta principal do evento.
Uma luta os pesos moscas Ian McCall e John Lineker aconteceria no UFC Fight Night: Shogun vs. St. Preux. No entanto, a luta teve que ser cancelada devido a um problema de saúde de McCall e foi remarcada para esse evento.
A luta entre os peso-médios Ed Herman e Derek Brunson aconteceria no UFC on Fox: dos Santos vs. Miocic. Porém, a luta foi cancelada no dia do evento devido a um problema no estômago de Brunson e a luta foi remarcada para esse evento.
A luta entre os peso-penas Diego Brandão e Jimy Hettes foi cancelada no dia do evento. Jimy Hettes passou mal nos vestiários e a organização retirou a luta do evento.                                                                                                                                                                                                                                                                                                                                                                                                                                                                                                                            A luta entre Anderson Silva vs Nick Diaz ficou sem resultado, apos ambos serem flagrados no exame antidoping

## Card Oficial
Nota 1 Originalmente, o combate terminou com a vitória de Anderson Silva por decisão unânime (49–46, 50–45, 50–45). Contudo, ambos os lutadores falharam no antidoping. Anderson testou positivo para drostanolona e androsterona. E Nick Diaz para cannabis.

Nota 2 Gastelum não bateu o peso.

Nota 3 Lineker não bateu o peso.

## Bônus da Noite
- Luta da Noite:  Thales Leites vs.  Tim Boetsch
- Performance da Noite:  Thales Leites e  Thiago Alves